# Гильнич, Алексей
Алексе́й Ги́льнич (латыш. Aleksejs Giļničs; 29 мая 1993, Рига) — латвийский футболист, защитник.

## Карьера
В возрасте 15 лет Алексей Гильнич был приглашён в футбольную академию стокгольмского клуба «Атлетик». За «Атлетик» он выступал в четвёртом дивизионе чемпионата Швеции. В июне 2011 года Алексей Гильнич вместе с клубом отправился в тренировочный лагерь в Рим, где его заметил представитель из «Чезены». 15 июня 2011 года Алексей Гильнич подписал профессиональный контракт с «Чезеной», сроком на три года.
В сезоне 2011/12 года Алексей Гильнич провёл 16 матчей в юношеском чемпионате Италии за «Чезену». Но так как по итогу сезона основной клуб покинул Серию A, то контракт с Гильничем был расторгнут, и он вернулся назад в Швецию.
С августа 2012 года Алексей Гильнич выступал за «Весбю Юнайтед» (впоследствии сменивший название на АФК «Юнайтед»), который был тесно связан с его бывшим клубом «Атлетик». Но после сезона 2013 года Алексей Гильнич покинул шведский клуб, тем самым проведя 2014 год в статусе свободного агента.
В начале 2015 года Алексей Гильнич побывал на просмотре в швейцарском клубе «Биль-Бьенн», но впоследствии вернулся на родину и присоединился к клубу МЕТТА/Латвийский университет.